# Jakub Przyłuski
Jakub Przyłuski inna forma nazwiska: Jacobus Priluscius, ps.: „Jessovius, Jeżowita, Jeżowita bakałarz” (ur. ok. 1512, zm. początek 1554 w Szczucinie nad Wisłą) – polski prawnik, pisarz polityczny, poeta i tłumacz, pisarz grodzki przemyski, pisarz ziemski krakowski. W 1603 roku jako autor trafił do pierwszego polskiego Indeksu Ksiąg Zakazanych powstałego z inicjatywy biskupa Bernarda Maciejowskiego.

## Życiorys
O jego pochodzeniu, młodości i miejscach, gdzie pobierał naukę, wiadomo niewiele. Prawdopodobnie był szlachcicem. Posiadał spore wykształcenie humanistyczne: prawnicze i filologiczne, mimo że nie uczęszczał do Akademii Krakowskiej ani na uniwersytety zagraniczne. Władał językami starożytnymi: greckim i łaciną oraz hebrajskim. Rówieśnik i przyjaciel S. Orzechowskiego i M. Krowickiego, przebywał z nimi jako sekretarz na dworze protektora, wojewody krakowskiego Piotra Kmity (najpóźniej od lat 40. wieku XVI), gdzie zaznajomił się z formalistyką prawną i spotkał z przedstawicielami nowych prądów umysłowych, wyznających podobne hasła jak Przyłuski. Oskarżony przed królem o nowinkarstwo, znalazł obrońcę w Mikołaju Reju. Przyjął niższe święcenia kapłańskie, lecz zawsze wygłaszał radykalne poglądy. Przez 8 lat (od kwietnia 1540) pełnił urząd pisarza grodzkiego w Przemyślu. Później został proboszczem w Mościskach. Wkrótce przeszedł na kalwinizm i w roku 1550 ożenił się z Barbarą Dębieńską (Dembińską). W roku 1551 objął stanowisko pisarza ziemi krakowskiej. W Krakowie należał do kręgu intelektualistów, do którego należał m.in. Andrzej Frycz Modrzewski. W tym samym okresie założył własną drukarnię w Szczucinie, którą wkrótce przeniósł do Krakowa celem drukowania swego największego dzieła pt. Leges seu statuta ac privilegia Regni Poloniae. Zmarł na początku roku 1554 w Szczucinie nad Wisłą, której to wioski był właścicielem i gdzie mieszkał.

## Twórczość
Autor prywatnego kompendium polskiego prawa spisanego po łacinie pt. Leges seu statuta ac privilegia Regni Poloniae (Ustawy, statuty i przywileje Królestwa Polskiego). Dzieło to, dedykowane królowi Zygmuntowi Augustowi, zostało wydane w 1553 roku. Składało się z 6 ksiąg: I – o ustroju państwa i stanach; II – o skarbowości; III – prawo karne i prywatne; IV – o procesie; V – o stosunku ziem do Korony; VI – o wojnie.

### Ważniejsze utwory
- Funebre carmen... Principi Elisabeth... Sigismundi Augusti... Regis Poloniae... conjugi, Kraków 1545, drukarnia H. Wietor; inne wydania pt. In funere... Principis... Elisabethae... Sigismundi II Augusti... conjugis... carmen lugubre, Kraków 1545, drukarnia F. Ungler; część przekł. polskiego wyd. L. Kondratowicz (W. Syrokomla): Dzieje literatury w Polsce, t. 1, Wilno 1850, s. 252–253; także wyd. 2 Warszawa 1875, s. 312–314
- Ad equites Polonos pro sacerdotibus Turcicum bellum una cum illis suscipientibus et pro Petro Gamrato... elegia, Kraków 1545, drukarnia H. Wietor; przekł. polski: S. Skimina; fragmenty ogł. B. Nadolski „Poezja polsko-łacińska w dobie Odrodzenia”, Odrodzenie w Polsce. Materiały Sesji Naukowej PAN 25–30 października 1953 r., t. 4: Historia literatury, Warszawa 1956, s. 190
- Gratulatorium carmen Samueli Macieiovio, Kraków 1545, drukarnia F. Ungler
- Elegia qua Martinum Lutherum ad sarciendam concordiam ecclesiae Christi hortatur, wyd. przy: S. Orzechowski Pro ecclesia Christi ad Samuelem Macieiovium, Kraków 1546, drukarnia H. Wietor
- 3 Epitaphia Divo Sigismundo Regni Polon. elegis scripta, wyd. przy S. Orzechowski Funebris oratio habita... in funere Sigismundi Jegiellonis, Kraków 1548, drukarnia H. Unglerowa
- Statuta Regni Poloniae methodica dispositione, Kraków 1548, drukarnia H. Wietor (utwór jest pierwszym rzutem dzieła Leges seu statuta)
- Leges seu statuta ac privilegia Regni Poloniae, Kraków 1553 (główne dzieło Przyłuskiego; ma ono inny układ niż Statuta Regni...; druk rozpoczęto w 1551)
- Epigramaty, wyd. przy: Historia o żywocie... Jerzego Kastryjota, którego pospolicie Szkanderbergiem zowią... napisana od Maryna Barlecjusa, w przekł. C. Bazylika, Brześć Litewski 1569, drukarni C. Bazylik
- Satyra (paszkwil) na biskupów polskich (m.in. na S. Maciejowskiego i Dzierzgowskiego), wiersz polski, rękopis Biblioteki Załuskich zaginął; por.: H. Juszyński Dykcjonarz poetów polskich, t. 2, Kraków 1820, s. 96–97

### Przekłady
- Homer Iliada, przekł. na łacinę; nie został wydrukowany, rękopis zaginął

### Listy
- Korespondencja z lat 1547–1551 z: P. Kmitą, M. Kromerem, M. Krowickim, S. Orzechowskim; wyd. J. Korzeniowski „Orichoviana”, t. 1, Kraków 1891, BPP nr 19; fragm. listów do i od M. Krowickiego z 1550 wyd. W. A. Maciejowski Piśmiennictwo polskie, t. 3 dod., Warszawa 1852, s. 199–200

### Utwór mylnie przypisywany
- Ustawy prawa polskiego (brak miejsca wydania) 1561, drukarnia J. Murmelius